# Gottfried Lessing
Gottfried Anton Nicolai Lessing (* 14. Dezember 1914 in Petrograd, Russisches Kaiserreich; † 11. April 1979 in Kampala, Uganda) war ein deutscher promovierter Jurist und Diplomat der DDR.

## Leben
Als Enkel des Industriellen Anton Lessing und Sohn des deutschen Hütteningenieurs Gottfried Lessing und seiner Ehefrau Tatjana, einer geborenen von Schwanebach, kam er, da die Familie wegen des Beginns des Ersten Weltkriegs nach Deutschland ausgewiesen wurde, nach Berlin. Dort besuchte er ein Gymnasium von 1928 bis 1933. Danach studierte er die Fächer Rechtswissenschaften und Nationalökonomie an der Universität Berlin. Er ging nach Hamburg und betätigte sich dort als Jurist. 1937 wurde er mit dem Thema Das Wesen der Hehlerei in rechtsvergleichender Darstellung zum Dr. jur. promoviert.
Anfang 1938 migrierte er wegen seiner jüdischen Herkunft von Deutschland nach Großbritannien. Dort arbeitete er zunächst bei der The London Assurance als Volontär. 1939 reiste er nach Rhodesien, wo er im damaligen Salisbury wieder eine Stelle bei der Auslandsniederlassung der Londoner Versicherung fand. Anschließend nahm er verschiedene Arbeitsstellen als Gelegenheitsarbeiter, Fahrlehrer und in der Tabakverarbeitung an. Dann fand er 1941 in einer Anwaltskanzlei eine Arbeit, wo er wieder als Jurist arbeiten konnte. Als er im Oktober 1942 die rhodesische Kommunistische Partei mitbegründete und auch als ihr Vorsitzender wirkte, lernte er dort Doris May Wisdom, geborene Taylor, kennen, mit der er 1945 eine Ehe einging. Sie erhielt unter ihrem späteren Namen Doris Lessing 2007 den Nobelpreis für Literatur.
Von 1947 bis 1949 führte er als Vorstand ein Büro eines Rechtsanwalts in Salisbury. Nach Großbritannien kehrte er 1949 zurück und wurde in London Funktionär der kommunistischen Partei. Einige Monate war er arbeitslos, um dann bei der Britisch-Sowjetischen Freundschaftsgesellschaft mitzuarbeiten. Als er sich Ende 1950 entschloss, in die DDR zu gehen, trennte sich seine erste Frau von ihm. Er kehrte mit seiner zweiten Frau, Ilse Lessing, die als deutsche Jungkommunistin im südafrikanischen Exil war und dort in erster Ehe mit dem ANC-Aktivisten (Vizevorsitzender des Revolutionsrates des ANC) Yusuf Dadoo verheiratet war, in die DDR zurück. 
Seine Schwester Irene Gysi, die Mutter von Gabriele und Gregor Gysi, wurde 1957 Abteilungsleiterin im Ministerium für Kultur der DDR. Bis Ende 1951 war er beim Karl Dietz Verlag Berlin angestellt. Im gleichen Jahr trat er in die SED ein. Danach wurde er im Ministerium für Außenhandel und Innerdeutschen Handel (MAI) als Leiter einer Gruppe eingesetzt. Als Präsident der Kammer für Außenhandel (KfA) wirkte er von 1952 bis 1957. An die Parteihochschule Karl Marx wurde er von 1957 bis 1958 delegiert, um dann wieder 1958 zum MAI zurückzukehren.
Da er Englisch auf dem Niveau der britischen Elite sprach, eine international einsetzbare Juristenausbildung hatte und durch seine Herkunft über hervorragende Umgangsformen verfügte, eignete er sich ausgezeichnet für die DDR als Mitarbeiter im auswärtigen Dienst. Anfang 1959 reiste er nach Indonesien, um dort bis Ende 1959 als Handelsrat für die Handelsvertretung der DDR tätig zu sein. Danach kehrte er in die DDR zurück und übernahm eine Stelle im Ministerium für Auswärtige Angelegenheiten (MfAA). Dort leitete er bis 1965 eine Abteilung für afrikanische Angelegenheiten. Einer seiner spektakulären Erfolge für die DDR war, dass es ihm gelang, den Präsidenten von Ghana, Kwame Nkrumah, nach Ost-Berlin einzuladen, wo diesem am 1. August 1961 die Ehrendoktorwürde der Humboldt-Universität verliehen wurde.
Die Tiefe und Tragfähigkeit seiner Kontakte in Afrika sind nur zu verstehen durch das hohe persönliche Ansehen, das Gottfried und Ilse Lessing in politischen Führungskreisen des Kontinents durch ihre Zeit als Emigranten im südlichen Afrika zeitlebens genossen.
Am 23. März 1965 kam er als erster Generalkonsul der DDR in der Republik Tansania in Daressalam an. Als die DDR-Vertretung 1965 dort das Braunbuch über Kriegs- und Naziverbrecher in der Bundesrepublik verteilte, protestierte der westdeutsche Staatssekretär Rolf Otto Lahr beim Botschafter von Tansania in Bonn. Lessing sollte sofort zur persona non grata erklärt und ausgewiesen werden. Lessing aber blieb und das Bonner Auswärtige Amt forderte nur noch eine Bestrafung der Verantwortlichen in einer Verbalnote vom 12. Januar 1966 an den Botschafter Clement George Kahama von Tansania. 1969 endete seine Tätigkeit in Tansania und er besuchte in der DDR einen Lehrgang für Führungskräfte am Institut für Internationale Beziehungen an der Akademie für Staats- und Rechtswissenschaften in Potsdam-Babelsberg.
Danach war er im MfAA als Berater tätig, wobei er sich in der Abteilung für Analysen und Planungen für auswärtige Angelegenheiten beschäftigte. Bei Tagungen der UNO-Vollversammlung vertrat er als Delegierter die DDR von 1973 bis 1975. Im April 1977 erfolgte seine Akkreditierung als Botschafter in Ruanda. Ende 1977 kam es zu seiner Ernennung als Botschafter in Uganda. Als es am 10. April 1979 in Kampala zu Kämpfen mit den Truppen von Idi Amin, Truppen aus Tansania und der Nationalen Befreiungsfront kam, flüchtete Lessing in einem PKW mit seiner dritten Frau, einem Mitarbeiter und dessen Ehefrau. In der Nähe des Sportplatzes feuerten Soldaten der Befreiungsfront Granaten auf den PKW, der explodierte, die Insassen wurden sofort getötet.
Der tragische Tod ist der Tatsache geschuldet, dass man den britischen Botschafter treffen wollte. Gottfried Lessing, der wie ein Angehöriger der britischen Oberschicht wirken konnte, wurde offenbar Opfer einer Verwechslung.

## Schriften
- Das Wesen der Hehlerei in rechtsvergleichender Darstellung, Berlin 1937
- Hintergründe der imperialistischen Intrigen gegen die Republik Kongo, in: Einheit, 1963, Heft 2, S. 93

## Auszeichnungen
- 1956: Verdienstmedaille der DDR
- 1965: Vaterländischer Verdienstorden in Bronze